# Au plaisir de Dieu
Pour la série télévisée, voir Au plaisir de Dieu (mini-série).
 (décembre 2016).
Au plaisir de Dieu est un roman publié aux éditions Gallimard en 1974 dans lequel Jean d'Ormesson décrit à travers la vie d'une famille de la noblesse, l'évolution des mentalités et valeurs tout au long du XXe siècle. Il cherche à identifier avec bienveillance et sincérité mais sans complaisance, les continuités, infléchissements, ruptures et similarités parfois paradoxales, et à témoigner d'une ambiance et d'une vie quotidienne plutôt qu'à raconter des histoires personnelles de héros.
C'est aussi la devise de la famille de l'auteur.

## Le projet littéraire à travers quelques extraits du roman
- "C'est le banal qu'il faut montrer, parce que c'est lui qu'on ne voit plus, à force d'habitude et de familiarité." (p. 155).
- "Les étrangetés et les folies que nous dépeignent nos romans se déroulent sur un fond dont personne ne parle jamais parce qu'il est connu de tout le monde. On déploie le crime devant nos yeux, l'inceste, les aventures les plus rares et les plus étonnantes, celles dont le récit arrache au bon public le cri décisif :"Mais c'est un vrai roman!" Ce qu'on tait, ce qu'on laisse à l'histoire, qui est d'ailleurs tout à fait incapable de le reconstituer après coup, c'est le trésor tacite du climat général, de la température de la vie, des règles collectives acceptées par le groupe : ce fond immémorial de la façon d'être et de penser, ces ancres de l'esprit du temps [...] qui commandent, mais secrètement, [...] les vagues superficielles de notre existence quotidienne. Dompteur d'évidence, dompteur de quotidien, montreur de banal, voilà les titres que j'ambitionne. Je raconte ma famille. Et non pas ses crimes, car il n'y en avait guère. Et non pas ses folies, car elles étaient raisonnables. Mais ce qu'elle pensait du monde et sa vie de chaque jour. Et je ne rapporte même pas ses vêtements, ses manies, les anecdotes qui s'y transmettaient, cette façon qu'avait mon grand-père de se gratter la nuque de son pouce [...]."

## Quelques autres extraits
- (p. 111) "Il y avait pourtant quelque chose chez Karl Marx et chez les marxistes qui aurait pu, je ne dis certes pas séduire, mais enfin, peut-être, malgré tout, vaguement retenir mon grand-père, s'il n'avait pas décidé, une fois pour toutes, d'ignorer radicalement la révolution socialiste. Ce quelque chose était un mélange d'antipathie pour l'argent et pour le capitalisme industriel, d'opposition à la bourgeoisie, de mépris de fer pour la liberté, de soumission de l'individu à une collectivité qui le dépasse, de sens de la nécessité et de vénération pour l'histoire".
- (p. 144) "Chacun sait que le romantisme a été une aventure avant de finir dans une guimauve qui fait bâiller les collégiens."
- (p. 167) "De génération en génération, nous nous étions méfiés des questions. Et de tout temps, de tout cœur, aux questions sans réponses, nous avions préféré les réponses sans question".
- (p. 179) "Nous découvrions avec stupéfaction que les autres nous regardaient, et pas seulement pour nous admirer, et qu'ils nous jugeaient comme nous les jugions".

## Quelques grands thèmes
- la famille, lieu d'appartenance, de continuité
- la façon dont nous sommes façonnés par notre milieu et les circonstances historiques. (p. 117) "Aucun de nous n'est rien d'autre que ce que le monde autour de lui a décidé qu'il est"
- Le temps qui passe et la façon dont il est vécu. (p. 118) "Nous quittions le temps qui passe et nous nous installions dans le temps qui dure"
- le refus puis le ralliement aux nouvelles valeurs : antirépublicains puis défendant la Patrie
- le rapport aux idées et à la vérité : "C'était pour éviter de douter que nous avions renoncé à penser (p. 85)".
- la variété des parcours individuels, avec des (beaux-)frères ou cousins s'engageant des côtés adverses de la guerre d'Espagne, dans la résistance ou la collaboration
- l'Église et ce qu'elle représente
- l'attachement à la terre, à un lieu
- l'opposition, puis le ralliement, à la bourgeoisie. (p. 270) "Pendant des siècles, nous nous étions distingués de la bourgeoisie et opposés à elle. Nous nous sentions plus proches des soldats, des artisans, des paysans surtout que des bourgeois des grandes villes. Le goût presque maniaque de la nature, la crainte de tout changement, la soumission à l'Église, la méfiance pour les machines, l'hostilité à l'argent, aux marchandises, aux idées nous avaient séparés d'eux."

## Quelques rendez-vous avec l'Histoire
- la Séparation de l'Église et de l'État
- les deux guerres mondiales
- le milieu artistique parisien d'avant-garde réuni par la tante Gabrielle rue de Varenne à Paris
- la crise de 1929
- le monarchisme et le communisme
- la guerre d'Espagne
- de Gaulle et Pétain

## Adaptation télévisée
En 1976, le roman de Jean d'Ormesson est adapté pour une série télévisée en six épisodes. Paul Savatier écrit l'adaptation et les dialogues mis à l'écran par Robert Mazoyer. 
Au plaisir de Dieu est tourné au château de Saint-Fargeau, qui avait appartenu à la famille de Jean d'Ormesson et dans lequel, enfant, il passait ses vacances. Michel Ruhl est le narrateur. Jacques Dumesnil incarne le duc de Plessis-Vaudreuil et reçoit un prix pour son interprétation.

## Livre audio
- Jean d'Ormesson, Au plaisir de Dieu : 1re partie, Paris, Livraphone, 1992 (ISBN 978-2-87809-043-7, BNF 38234704)Narrateur : Jean-Claude Rey ; support : 4 cassettes audio ; durée : non connue ; référence éditeur : Livraphone LIV193.
- Jean d'Ormesson, Au plaisir de Dieu : 2e partie, Paris, Livraphone, 1992 (ISBN 978-2-87809-044-4, BNF 38234697)Narrateur : Jean-Claude Rey ; support : 4 cassettes audio ; durée : non connue ; référence éditeur : Livraphone LIV194.
- Jean d'Ormesson, Au plaisir de Dieu : 3e partie, Paris, Livraphone, 1992 (ISBN 978-2-87809-045-1, BNF 38234677)Narrateur : Jean-Claude Rey ; support : 3 cassettes audio ; durée : non connue ; référence éditeur : Livraphone LIV195.
- Jean d'Ormesson, Au plaisir de Dieu : 4e partie, Paris, Livraphone, 1992 (ISBN 978-2-87809-046-8, BNF 38232628)Narrateurs : Jean-Claude Rey et Elizabeth Landwerlain ; support : 3 cassettes audio ; durée : non connue ; référence éditeur : Livraphone LIV196.